# Улица Мельникова (Москва)
У́лица Ме́льникова — улица в центре Москвы в Таганском и Южнопортовом районах между Волгоградским проспектом и улицей Симоновский Вал.

## История
Первоначальное название улица Новосимоновская Слободка по слободе Симонова монастыря, так же, как и улица Симоновский Вал. С 1928 года — 4-й Дубровский переулок — по находившейся здесь старинной деревне Дубровка и Дубровской слободе, принадлежавшей Крутицкому архиерейскому подворью, которое располагалось здесь в XVII—XVIII веках. В 1967 году переулок был переименован в память о Фёдоре Николаевиче Мельникове (1885—1938), участнике революционного движения.

## Описание

Памятник жертвам террористов на углу 1-й Дубровской и улицы Мельникова.

Улица Мельникова начинается от Волгоградского проспекта, проходит на юго-запад, пересекает Сосинскую улицу, справа к ней примыкает 2-я Дубровская, затем пересекает 1-ю Дубровскую. Непосредственно перед выходом на Новоспасский проезд к улице примыкает Симоновский Вал, который сливается с проездом и продолжает его далее на юг. На этом перекрёстке и заканчивается улица Мельникова.

## Примечательные здания и сооружения
По нечётной стороне:
- № 3 — Жилой комплекс из 7 корпусов «ЖК Мельникова»
- № 7 — Театральный центр на Дубровке (бывший Дворец культуры Шарикоподшипникового завода); Московский государственный академический камерный хор п/р В. Н. Минина; Полифонстудия;
- № 25 — жилой дом. Здесь жила тележурналист Нинель Шахова[1].
- № 29 — Московская городская телефонная сеть: Управление таксофонной сети;

По чётной стороне:
- № 2 — колледж сферы услуг № 3;
- № 4 — школа № 4 (для детей-сирот);
- № 22 — кожновенерологический диспансер № 12 ЮВАО.